# John Kufuor
Pour les articles homonymes, voir Agyekum.
John Agyekum Kufuor, né le 8 décembre 1938 à Kumasi, est un homme d'État ghanéen, président de la république du Ghana de 2001 à 2009 et à ce titre président de l'Union africaine entre 2007 et 2008.

## Biographie
Kufuor fait des études à l'université d'Oxford. 
Déjà candidat en 1996, il est battu par Jerry Rawlings. En 2000, il gagne la présidentielle et l'alternance a lieu sans trouble. Sous son premier mandat, il lance une campagne contre la corruption dans les grandes sociétés nationales, sociétés encore dirigées par des soutiens de l'ancien président Rawlings. Kufuor nettoie aussi l'armée en plaçant des militaires proches de lui aux postes de commandement. Un de ses chantiers présidentiels est de développer la puissance économique et commerciale ghanéenne, mais aussi de faire du Ghana un pays « moderne » en initiant un programme de grands travaux d'infrastructure. L'accent est aussi mis sur l'éducation et la santé.
Le 7 décembre 2004, Kufuor est réélu avec 54 % des voix face, entre autres, au candidat du NDC (Congrès national démocratique), soutenu par Jerry Rawlings, John Atta-Mills. Le même jour, les élections législatives donnent au parti de Kufuor, le Nouveau Parti patriotique (New Patriotic Party, NPP) la majorité absolue au Parlement ghanéen avec 129 sièges sur 225. Kufuor est investi le 7 janvier 2005 pour son second mandat.
Kufuor est président de l'Union africaine du 29 janvier 2007 au 31 janvier 2008.
En décembre 2013, Kufuor occupe le poste d'envoyé spécial sur le changement climatique. Ce poste consiste notamment à mobiliser des chefs d'État et de gouvernement du monde entier afin de renforcer la volonté politique et la prise d'action et favoriser des initiatives ambitieuses en vue du bon déroulement du Sommet de 2014 sur le climat.